# 索德吕
索德吕（法語：Saudrupt，法語發音：[sodʁy]）是法国默兹省的一个市镇，属于巴勒迪克区。

## 地理
索德吕（48°41'59"N, 5°4'3"E）面积7.78 平方千米，位于法国大東部大區默兹省，该省份为法国西北部内陆省份，北与比利时接壤，西接马恩省和阿登省，南至上马恩省和孚日省，东临默尔特-摩泽尔省。
与索德吕接壤的市镇（或旧市镇、城区）包括：巴鲁瓦地区布里永、艾龙维尔、利勒昂里戈、索姆洛讷、索河畔维尔。

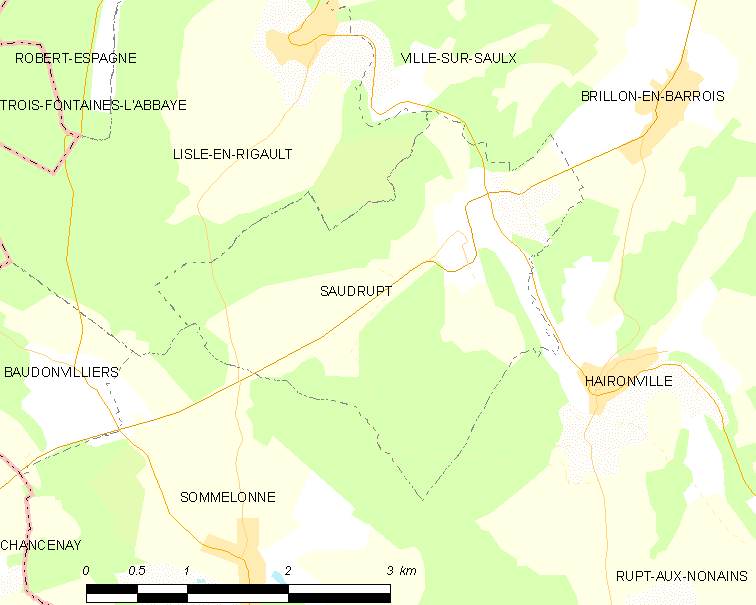
索德吕的OSM定位图

索德吕的时区为UTC+01:00、UTC+02:00（夏令时）。

## 行政
索德吕的邮政编码为55000，INSEE市镇编码为55470。

## 政治
索德吕所属的省级选区为昂塞维尔县。

## 人口

1962-2008年间索德吕人口变化图示

索德吕于2022年1月1日时的人口数量为191人。